# Encarnación Gil Valls
Encarnación Gil Valls (ur. 27 stycznia 1888 w Onteniente zm. 24 września 1936 w Ollería) – Błogosławiona Kościoła katolickiego.
Przystąpiła do pierwszej Komunii świętej w 1899 roku w kościele parafialnym Santa Maria. Była nauczycielką szkoły podstawowej. Wstąpiła do Akcji Katolickiej i innych stowarzyszeń apostolskich, a także uczyła dzieci katechizmu i poświęciła się działalności charytatywnej. Została aresztowana podczas wojny domowej w Hiszpanii razem z bratem, a następnie wraz z nim rozstrzelana w nocy 24 września 1936 roku. Miała 48 lat. Została beatyfikowana przez papieża Jana Pawła II 11 marca 2001 roku w grupie 233 hiszpańskich męczenników, ofiar prześladowań religijnych Kościoła katolickiego w Hiszpanii, okresu hiszpańskiej wojny domowej, zamordowanych z nienawiści do wiary (łac.) odium fidei, w latach 1936–1939.